# 橋内竜真
橋内 竜真（はしうち りょうま、1989年4月22日 - ）は、滋賀県出身の元サッカー選手である。ポジションはディフェンダー。

## プロフィール
滋賀県栗東市の出身だが、2歳上の兄・橋内優也（現・松本山雅FC）を追う形で、福岡県の東海大学付属第五高等学校に進学した。
そこでのプレーが認められ、2008年、このシーズンからJ2に参入したFC岐阜に加入。
ストッパーや右サイドなど、運動能力の高さを生かしディフェンスラインの複数のポジションをこなすプレーが特徴。
2008年11月30日、第44節湘南ベルマーレ戦にて初出場。右サイドバックとしてフル出場した。
2010年3月11日、地元・滋賀県を本拠にするJFL・MIOびわこ草津へ期限付き移籍することが発表された。
2011年1月31日をもってレンタル先のMIOびわこ草津とレンタル元のFC岐阜との契約は満了。
その後は岐阜市内のラーメン店で働いている。

## 所属クラブ
- 栗東市立治田西小学校
- 栗東市立栗東西中学校
- 2005年 - 2007年 東海大学付属第五高等学校
- 2008年 - 2010年 FC岐阜
  - 2010年 MIOびわこ草津（期限付き移籍）

## 個人成績
| 国内大会個人成績 | 国内大会個人成績 | 国内大会個人成績 | 国内大会個人成績 | 国内大会個人成績 | 国内大会個人成績 | 国内大会個人成績 | 国内大会個人成績 | 国内大会個人成績 | 国内大会個人成績 | 国内大会個人成績 | 国内大会個人成績 |
| 年度             | クラブ           | 背番号           | リーグ           | リーグ戦         | リーグ戦         | リーグ杯         | リーグ杯         | オープン杯       | オープン杯       | 期間通算         | 期間通算         |
| 年度             | クラブ           | 背番号           | リーグ           | 出場             | 得点             | 出場             | 得点             | 出場             | 得点             | 出場             | 得点             |
| 日本             | 日本             | 日本             | 日本             | リーグ戦         | リーグ戦         | リーグ杯         | リーグ杯         | 天皇杯           | 天皇杯           | 期間通算         | 期間通算         |
| ---------------- | ---------------- | ---------------- | ---------------- | ---------------- | ---------------- | ---------------- | ---------------- | ---------------- | ---------------- | ---------------- | ---------------- |
| 2008             | 岐阜             | 32               | J2               | 2                | 0                | -                | -                | 0                | 0                | 2                | 0                |
| 2009             | 岐阜             | 25               | J2               | 8                | 0                | -                | -                | 0                | 0                | 8                | 0                |
| 2010             | びわこ           | 27               | JFL              | 7                | 0                | -                | -                | 0                | 0                | 7                | 0                |
| 通算             | 日本             | 日本             | J2               | \|10             | 0                | -                | -                | 0                | 0                | 10               | 0                |
| 通算             | 日本             | 日本             | JFL              | 7                | 0                | -                | -                | 0                | 0                | 7                | 0                |
| 総通算           | 総通算           | 総通算           | 総通算           | \|17             | 0                | -                | -                | 0                | 0                | 17               | 0                |

- Jリーグ初出場 - 2008年11月30日 J2リーグ・第44節 対湘南ベルマーレ戦（平塚）